# Taiwanotrechus subglobosus
Taiwanotrechus subglobosus is een keversoort uit de familie van de loopkevers (Carabidae). De wetenschappelijke naam van de soort is voor het eerst geldig gepubliceerd in 1987 door Ueno.